# براندون كولب
براندون كولب (بالإنجليزية: Brandon Kolb)‏ هو لاعب كرة قاعدة أمريكي، ولد في 20 نوفمبر 1973 في أوكلاند في الولايات المتحدة.

## وصلات خارجية
- براندون كولب على موقعبيزبول رفرنس.كوم (الدوري الرئيسي) (الإنجليزية)